# Agabus rumppi
Agabus rumppi är en skalbaggsart som beskrevs av John Henry Leech 1964. Agabus rumppi ingår i släktet Agabus och familjen dykare. Inga underarter finns listade i Catalogue of Life.